# باول ميبوس
باول ميبوس (بالألمانية: Paul Mebus)‏ (مواليد 9 يونيو 1920) هو لاعب كرة قدم. يلعب مع منتخب ألمانيا الغربية لكرة القدم. سبق له أن لعب في كأس العالم لكرة القدم مع منتخب بلاده.

## روابط خارجية
- باول ميبوس على موقع الاتحاد الدولي (مؤرشف)  (الإنجليزية)
- باول ميبوس على موقع قاعدة بيانات كرة القدم.إي يو (الإنجليزية)
- باول ميبوس على موقع بيانات كرة القدم. دي إي (الألمانية)
- باول ميبوس على موقع ناشيونال فوتبول تيمز (الإنجليزية)
- باول ميبوس على موقع عالم كرة القدم.نت (الإنجليزية)